# Maclodio

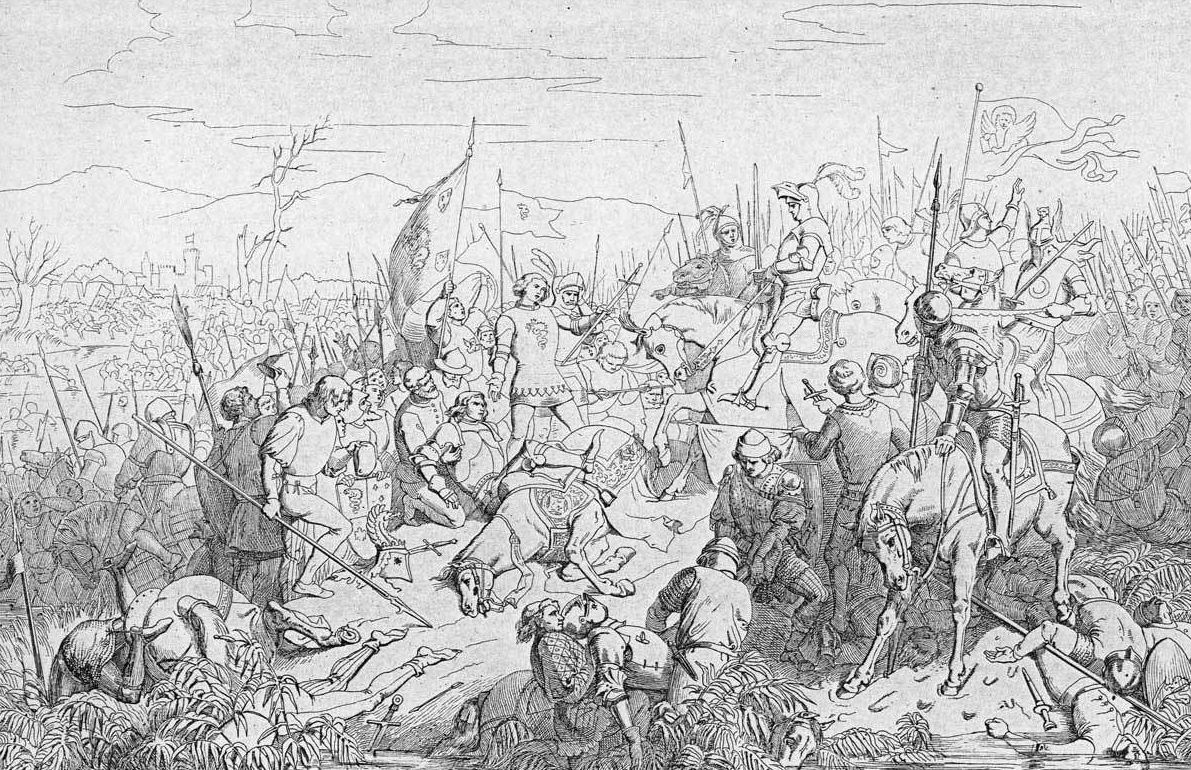
Giuseppe Gatteri, Battaglia di Maclodio, 1427.

Maclodio (Macló o Maclode in dialetto bresciano) è un comune italiano di 1 459 abitanti della provincia di Brescia in Lombardia. Il territorio è conosciuto per la celebre battaglia di Maclodio che ebbe luogo il 12 ottobre del 1427.

## Geografia fisica
Il territorio è pianeggiante ed è caratterizzato principalmente dalla presenza di numerose attività industriali, situate nella zona sud, e di aree agricole.

## Origini del nome
Il nome probabilmente deriva dal termine macla (in latino macula), che significa sterpeto, oppure dalla voce celtica-gallica macl, che significa luogo paludoso.

## Storia

### Origini
Le origini di Maclodio risalgono al periodo romano. Il primo riferimento ufficiale, però, è contenuto in un documento risalente al 1087.

### La battaglia di Maclodio
Il 12 ottobre 1427, sul territorio comunale, si svolse la celebre omonima battaglia tra la Repubblica di Venezia ed il Ducato di Milano. La battaglia sancì il predominio dei veneti sul territorio bresciano.
L'avvenimento fu descritto da Alessandro Manzoni ne Il Conte di Carmagnola. I versi scritti da Manzoni:
L'evento storico è raffigurato, oltre che in numerosi quadri, anche in un affresco situato nel Palazzo Ducale di Venezia, realizzato da Francesco Bassano nel 1590.

### Simboli
Lo stemma e il gonfalone sono stati concessi con decreto del presidente della Repubblica del 20 marzo 1984.
naturale, posta in palo; nel secondo d'argento, ai due
cavalieri armati, affrontati in combattimento, quello di destra cavalcante il cavallo di colore marrone e tenente
con il braccio destro lo scudo Visconti, che è d'argento, alla biscia d'azzurro ondeggiante in palo, ingollante il fanciullo di carnagione, e con il braccio sinistro la spada al naturale, posta in sbarra; quello di sinistra cavalcante il cavallo bianco e tenente con il braccio sinistro lo scudo di San Marco, che è d'azzurro al leone di San Marco d'oro, con il Vangelo aperto, e con il braccio destro la spada al naturale, posta in banda. Sotto lo stemma, su lista bifida e svolazzante d'argento, il motto in lettere maiuscole romane di nero: pugna praeclara. Ornamenti esteriori da Comune.»
Lo stemma del Comune raffigura una leonessa, riferimento al leone di Brescia, che regge una pannocchia di 
granoturco a rappresentare una delle principali colture del territorio e la natura agricola e rurale del paese.
La battaglia di Maclodio è evocata dai due cavalieri che si scontrano, il primo a sinistra rappresentante del Ducato di Milano e il secondo a destra rappresentante della Repubblica di Venezia. Lo scudo è accompagnato dalla scritta latina Pugna praeclara ("battaglia gloriosa").
Il gonfalone è un drappo di bianco.

## Monumenti e luoghi d'interesse

### Castello
Il castello, già esistente all'inizio del XV secolo, fu fatto ricostruire dai Chizzola dopo la battaglia di Maclodio perché era semidistrutto. La struttura, costruita con funzioni di difesa, è costituita da due corpi distinti: una torre cinquecentesca e una dimora padronale a pianta rettangolare. Il complesso è circondato da un fossato, il quale in passato era alimentato dall'acqua delle risorgive. All'ingresso si accede tramite un ponte che attraversa il fossato.
Di fronte alla fortezza sorge l'antico ingresso della strada che conduce al castello, a fianco del quale si trova un ulteriore edificio distaccato dal complesso principale: la Palazzina Chizzola, sopra al quale è visibile lo stemma della famiglia.
Nel XVII secolo il castello venne ereditato dall’antica famiglia nobiliare Ducco, feudataria di Trenzano. 
Il complesso, di proprietà privata, è collocato nella zona ovest del paese ed è visibile dalla strada provinciale principale (la SP 235).

### Chiesa di San Zenone
La Chiesa, collocata al centro del paese, è di stile romanico. Al suo interno ospita degli affreschi del 1506 e un organo della prima metà del XIX secolo. L'edificio è affiancato da un campanile della seconda metà del '600.

### Torre Calini
La Torre Calini è una dimora padronale del '500. La costruzione ospita: una cappella del '700, una torre medioevale e una grandiosa corte rustica.

### Dipinti murali
In diversi punti del territorio sono presenti dei dipinti su muro dedicati alla battaglia di Maclodio. Tali opere sono state commissionate dal Comune di Maclodio in collaborazione con l'associazione Pro Loco Maclodio.

### Altri luoghi d'interesse
- Monumento ai caduti di guerra
- Monumento dedicato agli Alpini
- Risorgive
- Centro polifunzionale Papa Giovanni Paolo II

## Società

### Evoluzione demografica
Abitanti censiti

### Enti e associazioni
I principali enti e le principali associazioni presenti nel territorio sono:
- la Parrocchia San Zenone;
- il centro diurno Don Roberto Guenzati;
- l'associazione Pro Loco Maclodio;
- la fondazione Opera Pia Zirotti Maclodio;
- il gruppo Alpini Lograto-Maclodio;
- l'associazione Combattenti e Reduci.

## Cultura

### Rievocazione della Battaglia di Maclodio
Con cadenza quinquennale si svolge una importante manifestazione, organizzata dall'associazione Pro Loco Maclodio e dal Comune di Maclodio, dedicata alla rievocazione della battaglia di Maclodio. La prima edizione avvenne nel 1984. Annualmente, inoltre, hanno luogo una serie di eventi in occasione dell'anniversario della battaglia.

### Biblioteca
La biblioteca comunale è intitolata ad Alda Merini e si trova presso il moderno centro polifunzionale Papa Giovanni Paolo II. Tra i libri presenti si possono anche trovare diverse pubblicazioni dedicate alla battaglia di Maclodio.

## Istruzione
Nel territorio sono presenti le seguenti scuole:
- l'asilo nido Don Angelo Falardi;
- la scuola dell'infanzia Lorenzo Zirotti;
- la scuola primaria Matteo Benti.

## Geografia antropica
La suddivisione del paese è identificata da quattro contrade:
- contrada Piazza;
- contrada Pozzi;
- contrada Ciaigù;
- contrada Maclo de Sota.

## Infrastrutture e trasporti
Fra il 1928 ed il 1950, Maclodio era servita da una stazione posta lungo la tranvia Brescia-Soncino.

## Amministrazione
| Periodo        | Periodo        | Primo cittadino  | Partito                                | Carica  | Note |
| -------------- | -------------- | ---------------- | -------------------------------------- | ------- | ---- |
| 28 maggio 1985 | 1º giugno 1990 | Gottardo Ravelli | Indipendente di sinistra               | Sindaco |      |
| 1º giugno 1990 | 14 giugno 2004 | Giuseppe Sala    | DC poi lista civica di centro-sinistra | Sindaco |      |
| 14 giugno 2004 | 27 maggio 2019 | Marcello Orizio  | lista civica di centro-destra          | Sindaco |      |
| 27 maggio 2019 | in carica      | Simone Zanetti   | lista civica di centro-destra          | Sindaco |      |

## Sport

### Società
Le principali società sportive attive nel paese sono l'USD Maclodio, che milita nel campionato dilettantistico di calcio maschile, e la Promoball Volley, che milita nel campionato professionistico di pallavolo femminile.
È presente, inoltre, la società di calcetto Maclodio Football Club.

### Eventi
Annualmente, durante il periodo estivo, si svolge uno dei tornei di calcio più importanti della provincia di Brescia, il Gran Notturno Maclodio. Tale evento rappresenta un punto di riferimento nel panorama del calcio bresciano.
Il paese ospita annualmente degli incontri del campionato italiano di pugilato, organizzati presso il palazzetto comunale.

### Impianti sportivi
Trovano luogo importanti impianti sportivi utilizzati per le attività, tra cui il centro sportivo comunale e il palazzetto comunale PalaMaclodium.